# Lady Samantha
Lady Samantha - En español: Señorita Samantha - es un sencillo del músico y compositor británico de rock Elton John, con letras de Bernie Taupin. Fue lanzado el 17 de enero de 1969 por Philips, en el Reino Unido, y relanzado en enero de 1970, en los Estados Unidos.
El sencillo se lanzó 6 meses después del lanzamiento del álbum de debut de John Empty Sky, de 1968. Posteriormente la canción apareció en la reedición del álbum, en 1995 como extra.